# Producció de cafè
| Principals productors de cafè verd (2006) (milions de tones mètriques) | Principals productors de cafè verd (2006) (milions de tones mètriques) |
| ---------------------------------------------------------------------- | ---------------------------------------------------------------------- |
| Brasil                                                                 | 2,59                                                                   |
| Vietnam                                                                | 0,85                                                                   |
| Colòmbia                                                               | 0,70                                                                   |
| Indonèsia                                                              | 0,65                                                                   |
| Mèxic                                                                  | 0,29                                                                   |
| Índia                                                                  | 0,27                                                                   |
| Etiòpia                                                                | 0,26                                                                   |
| Guatemala                                                              | 0,26                                                                   |
| Hondures                                                               | 0,19                                                                   |
| Perú                                                                   | 0,17                                                                   |
| World Total                                                            | 7,80                                                                   |
| Font: FAO Arxivat 2012-04-07 a Wayback Machine.                        |                                                                        |

La producció de cafè situa aquesta matèria com un dels principals productes d'origen agrícola que es comercialitzen en els mercats internacionals, i una de les begudes estimulants més consumides arreu del món, La ingestió de cafè és de mitjana al voltant d'un terç de la d'aigua potable a Amèrica del Nord i Europa. A nivell mundial, es van produir anualment 6,7 milions de tones mètriques de cafè en el període 1998-2000, i la previsió és un augment de set milions de tones mètriques per a l'any el 2010.
Brasil segueix sent el principal país exportador de cafè, però Vietnam ha triplicat les seves exportacions entre 1995 i 1999, i es va convertir en un important productor de grans de robusta. Indonèsia és el tercer exportador i el major productor de cafè aràbic. El cafè robusta, es va cotitzar a Londres a preus molt més baixos que el cafè aràbic de Nova York, que són els preferits per als grans clients industrials, com les torradores i els productors multinacionals de cafè instantani, a causa del seu menor cost.

## Producció mundial

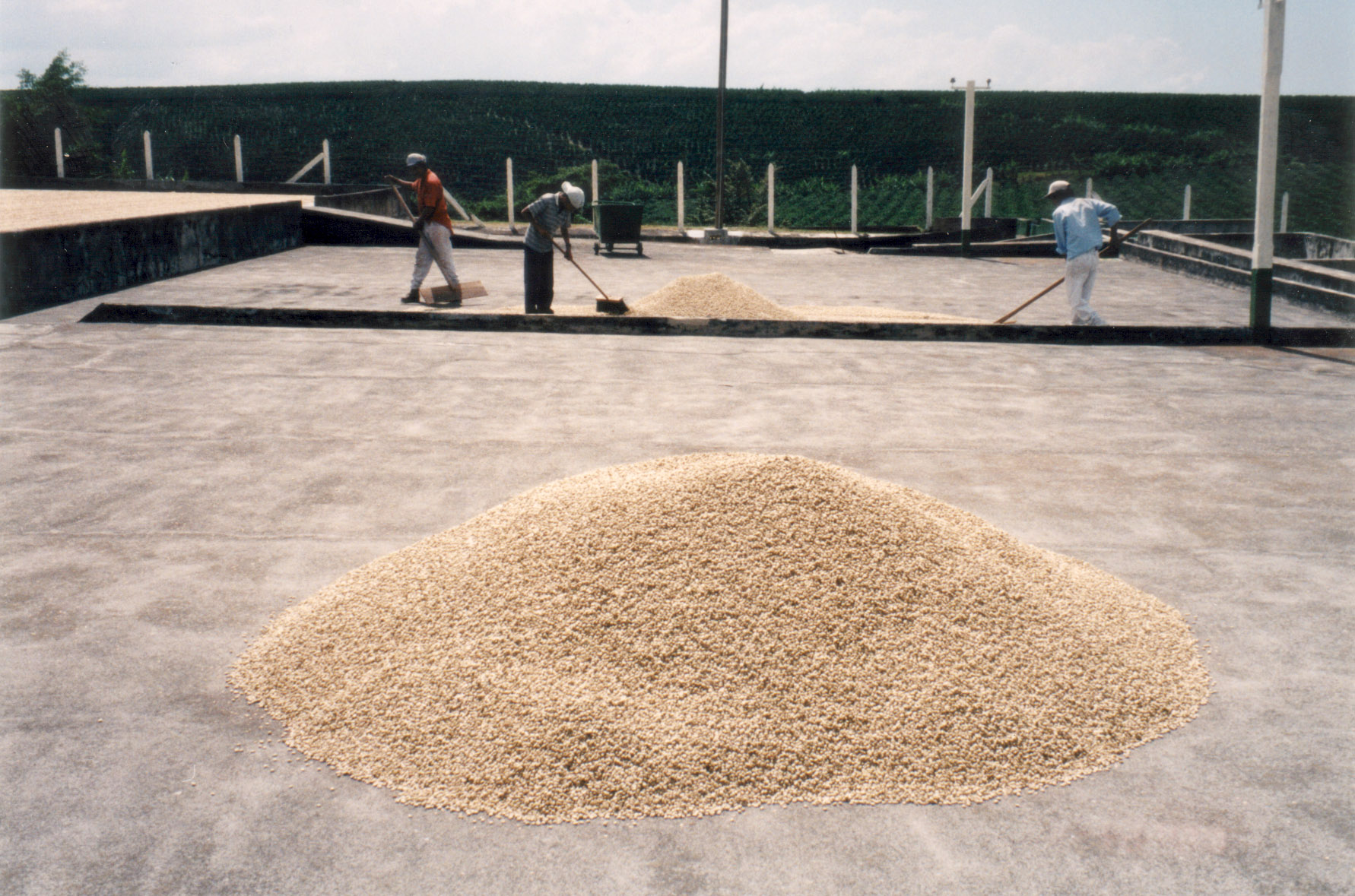
Assecatge de cafè al sol en una plantació de Costa Rica

Hi ha quatre grans zones productores: l'Amèrica Central i les Antilles, Amèrica del Sud, Àfrica i el Sud-est asiàtic i Oceania.

### Amèrica CentraliAntilles
- Costa Rica. Aquest petit país té un dels millors climes i sòls (d'origen volcànic) per a la producció de cafè d'excel·lent qualitat. A més, té les infraestructures necessàries per a l'exportació del seu cafè, ja que aprofita la situació natural que li ofereix la seva situació geogràfica pel fet de trobar-se entre l'oceà Pacífic i l'Atlàntic. Se n'hi conrea tan sols Coffea arabica i les varietats Bourbon, Catuai, Caturra i Typica. La vall central del país produeix un cafè que es caracteritza per l'acidesa, l'aroma penetrant i molt de cos, qualitats molt apreciades al mateix temps que la peculiaritat de conrear un cafè net. La millor qualitat és l'SHB (strictly hard bean), indicatiu que ha estat conreat a més de 1.200 m d'altitud. La seua producció de cafè normalment arriba als dos milions i mig de sacs.[5][6]

- Cuba. L'arabica és l'única varietat que s'hi conrea i dona un producte suau i amb poca acidesa. Atès que en aquesta illa no hi ha muntanyes de gaire altitud, les varietats que s'hi conreen indiquen la mida del gra (el més gran s'anomena Extra Turquino). Les collites poden arribar a mig milió de sacs.[7][8]

- República Dominicana. De la Coffea arabica s'hi conrea les varietats Bourbon, Mundo Novo i Typica. Les zones cafeteres es troben a Bani, Ocoa, Cibao, Juncalito -amb un cafè dolç, suau i d'aroma agradable- i Barahona, la més apreciada per l'acidesa i el cos del seu cafè. La producció pot arribar al milió de sacs.[9][10]

- Guatemala. Els cafès d'aquest país són molt apreciats perquè tenen molt de cos, bona acidesa i matisos de xocolata. Tot i així, la gran majoria de les plantacions són velles i la collita, amb prou feines, arriba a més de tres milions de sacs. Al sud del país és on n'hi ha la zona més productiva (les muntanyes de Sierra Madre).[11][12]

- Haití. Els cafès d'aquest país són dolços i suaus, amb molt cos i poca acidesa. Es podria dir que la majoria són de tipus ecològics pels pocs recursos dels pagesos a l'hora de comprar productes fitosanitaris i adobs. La principal zona cafetera és al nord del país i, pel que fa a la collita, pot superar el mig milió de sacs.[13]

- Hondures. Els cafetars d'aquest país van patir les devastacions causades per l'Huracà Mitch però, tot i així, compta amb una collita de més de dos milions de sacs. Santa Bárbara, El Paraíso i Comayagua hi són les zones cafeteres més remarcables.[14][15]

- Jamaica. Jamaica té una producció al voltant dels vint mil sacs de cafè arabica anyals. Cal destacar-hi cafès com el High Mountain Supreme i el Prime Washed Jamaican, de qualitat gens menyspreable. El més conegut n'és el Jamaica Blue Mountain, tot i que tot just representa una quarta part de la collita total del cafè de l'illa a causa dels estrictes controls de qualitat i de producció existents. La varietat Blue Mountain es conrea als 2.100 m d'altitud, en un clima fred, plujós i molt emboirat. Es recol·lecta durant tot l'any, encara que les collites més abundoses són entre l'octubre i el novembre, i entre el febrer i el març. Es presenta en barrils de roure de 14 i de 70 kg. És un cafè amb molt de cos i molt equilibrat. Té una aroma intensa i neta, l'acidesa justa i llarga persistència al paladar. El Japó, amb el 85% de la producció, n'és el gran consumidor. El 15% restant va destinat a la resta de països consumidors.[16]

- Mèxic. Amb més de quatre milions de sacs, les regions cafeteres més importants són Chiapas -amb varietats com Tapachula-, Veracruz, Huatusco, Orizaba, Oaxaca i Tuxtlas.[17]

- Nicaragua. És al nord i al centre del país on es troba la principal concentració de cafè per a l'exportació. Hi és molt coneguda la varietat Maragogype, mot amerindi que fa referència a la mida dels grans, ja que són realment enormes. La collita pot arribar a superar-ne els 700.000 sacs.[18]

- Panamà. La zona de Boquete, David, Renacimiento, Bigada, Chiriquí i Tole arriben a produir una collita de més de dos-cents mil sacs de Coffea arabica. El seu cafè és molt conegut pel color verd intens, per l'aroma molt agradable, pel poc cos tirant a lleuger suau, però de molt bona acidesa d'ús dolç. És un cafè molt apreciat pels països escandinaus. N'hi destaca la varietat Gourmet Volcán Barú.[19][20]

- Puerto Rico. El cafè hi fou introduït l'any 1736, encara que va ésser relegat a segon terme pel sucre i el blat de moro durant molts anys. Tenint en compte el subsòl i les condicions climàtiques, és molt semblant al Blue Mountain.[21][22]

- El Salvador. Produeix gairebé tres milions de sacs, quantitat que representa més del 90% de les seues exportacions. Conreada a una altitud considerable, la varietat aràbica n'és la majoritària i presenta una bona acidesa, poc cos i molt bona aroma. És un cafè de molt bona qualitat, destacant principalment el conegut per la marca El Pipil (cafè orgànic molt famós). Les zones més importants són Santa Ana a l'oest i La Libertad al centre del país.[23][24]

### Amèrica del Sud
- Bolívia. Les principals plantacions, tot i que petites i no gaire accessibles, s'hi troben prop de la frontera amb el Perú on es conrea la varietat Coffea arabica. Produeix al voltant de dos-cents mil sacs de cafè.[25][26]

- Brasil. La producció de cafè és un dels pilars de l'economia brasilera, ja que, amb uns vint-i-cinc milions de sacs, és el país amb més conreu d'aquesta planta del món. Això suposa que més del 60% que se'n consumeix mundialment prové d'aquest país. La major part part del cafè que s'hi produeix prové de les varietats arabica i robusta, encara que una part de l'arabica s'elabora a través del beneficiado sec i una petita part amb el procés del beneficiado lavado. Normalment, són cafès amb poca acidesa, bon cos, tassa mitjana i de gust inapreciable. Minas Gerais n'és l'estat productor més gran, mentre que a Espíritu Santo n'hi ha la major producció de la varietat robusta.[27][28]

- Colòmbia. Hom diu que aquest país produeix el millor cafè del món, tant per la considerable producció -uns tretze milions de sacs- com per la qualitat. Les zones cafeteres més conegudes, situades a les muntanyes que travessen Colòmbia de nord a sud, són Medellín, Armenia, Bogotà, Manizales i Bucaramanga. És molt conegut el Supremo Pico Cristóbal que es conrea a la falda del pic Cristóbal Colón a la serra de Santa Marta al Departament de Magdalena entre els 1.600 i els 1.800 metres d'altitud.[29][30]

- Equador. El cafè s'hi conrea fins als 2.400 metres d'altitud i la collita pot superar els dos milions de sacs.[31][32]

- Paraguai. Produeix una quantitat petita de cafè de la varietat Coffea arabica: 250.000 sacs.[33]

- Perú. El cafè és el producte agrícola amb més producció d'aquest país: més d'un milió i mig de sacs de mitjana. Gràcies a la seua situació geogràfica -serralada dels Andes- i a l'altitud, s'hi conreen cafès de la varietat Coffea arabica i les varietats Bourbon, Caturra i Typica, les quals són de bona qualitat, cos suau, bona acidesa i ben equilibrades. Les zones cafeteres són al llac Titicaca, Puno, Junín, Cuzco, Lambayeque, Cajamarca i Piura.[34][35]

- Veneçuela. Les zones cafeteres aprofiten la serralada dels Andes per produir grans de la Coffea arabica. Maracaibo (que és el port des d'on s'exporten els cafès, també dona nom a un cafè aromàtic, intens, vinós, amb molt cos, suau i lleugerament dolç. Altres zones cafeteres són Táchira, Mérida, Cúcuta i Caracas. La producció total supera el milió de sacs.[36]

### Àfrica

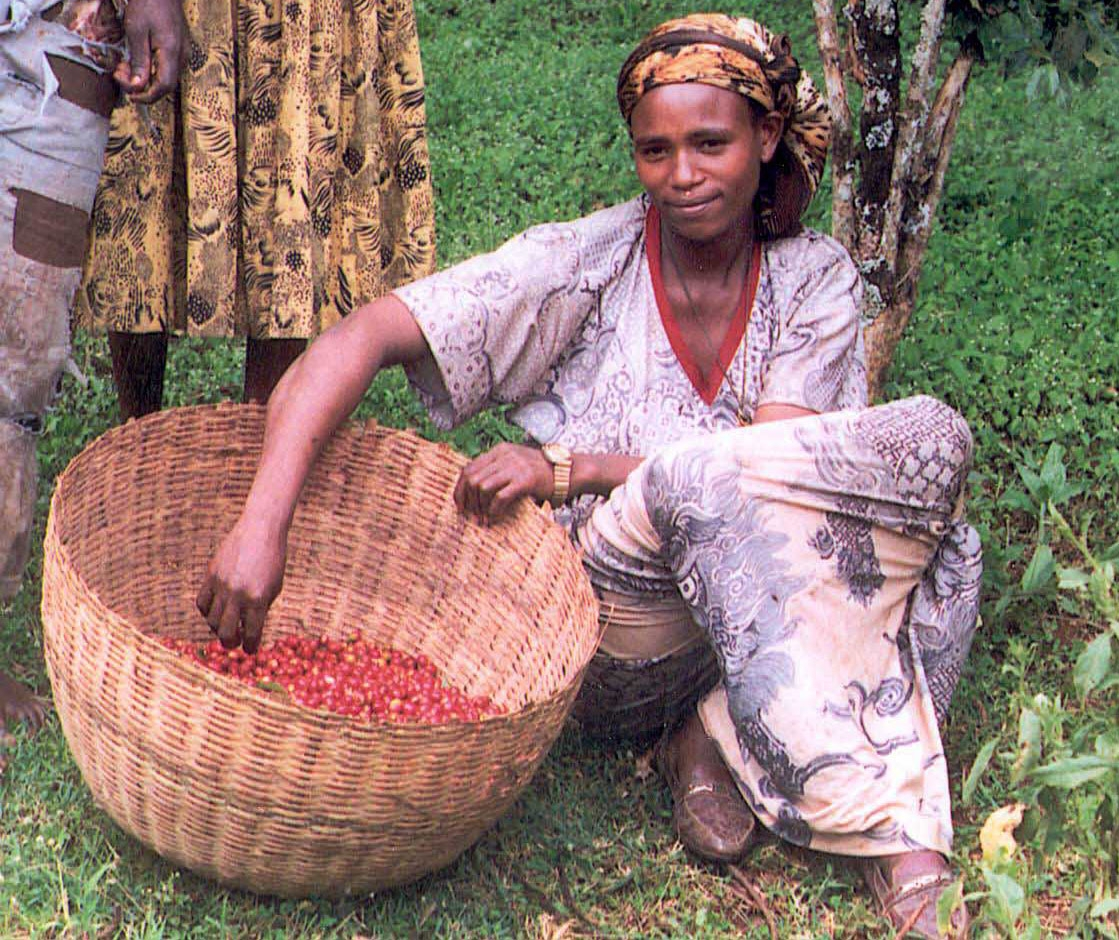
Dona recol·lectant cafè a Etiòpia

La major part dels països africans són conreadors i productors de Coffea robusta.
- Angola. La varietat robusta hi és molt apreciada per la seua qualitat, homogeneïtat i pel procés que, tot i que es fa mitjançant el sistema de beneficiado sec, és molt acurat i net. Les plantacions de cafè s'hi troben al delta del riu Congo i es troben protegides per arbres a poca altitud. Pel que fa a l'arabica, es troba a una altitud considerable, de més de 1.600 m per damunt del nivell del mar. La darrera guerra civil d'aquest país va acabar amb el 95% de la seua producció de cafè i és per això que, a hores d'ara, és molt difícil aconseguir-n'hi.[37]

- Benín. A la part més meridional d'aquest país es conrea la varietat Coffea robusta. L'exportació de cafè es va reduir a zero entre 2006 i 2007.[38]

- Burundi. El principal conreu d'aquest país és el cafè (va representar el 78,5% de les seues exportacions el 1997) i la major part dels cafetars se situen a la frontera amb Ruanda (a la regió de Buyendi) (el 90% pertanyent a la varietat Coffea arabica). A la regió de Ngozi se'n conrea per damunt dels 1.200 metres, la qual cosa afavoreix una acidesa excel·lent i una intensa aroma. N'hi destaca el Fully Washed Super i l'Ocivu Lavado.[39][40][41]

- Camerun. Dels gairebé dos milions de sacs de producció, dues parts són de la varietat robusta i la resta arabica. El 85% de la producció es conrea de forma ecològica i es ven a través de cooperatives.[42]

- República Centreafricana. S'hi produeix la varietat Coffea robusta majoritàriament i ven la major part de la seua producció a França (antiga metròpoli colonial) i a Itàlia. És un país membre de l'OAMCAF (African and Malagasy Coffee Organization).[43]

- República del Congo. Se n'hi produeix uns vint mil sacs de la varietat robusta.[44]

- República Democràtica del Congo. La seua producció supera el milió de sacs, principalment de la varietat robusta (Marchand). També en produeix d'arabica (Maragogype): un 16%.[45]

- Costa d'Ivori. Aquest país en produeix tres milions i mig de sacs, essent la principal varietat conreada la Coffea robusta. El cafè és la principal font d'ingressos per a les famílies del sud-est del país i la producció es destina al mercat francès.[46]

- Guinea Equatorial. Se n'hi conrea especialment la varietat robusta. El seu cafè fou molt conegut a la major part dels Països Catalans quan aquest país era una colònia espanyola.[47]

- Etiòpia. El país on es va originar el conreu del cafè és la llar de prop de 12 milions de persones que s'hi dediquen i això li ha valgut esdevenir el cinqué productor mundial de la varietat Coffea arabica. És un cafè molt equilibrat i d'excel·lent acidesa, amb un toc de xocolata i de gra gros, amb gust i cos equilibrats. La major part dels cafès etíops són dins de la varietat Djimmah (de la zona de Kaffa) i Illubador.[48][49]

- Gabon. Després de la caiguda de preus del cafè a finals de la dècada de 1980, els petits agricultors del centre del Gabon no han tingut gaires incentius per continuar conreant-ne: temps enrere se'n produïen 30.000 sacs anyals i la temporada 2006-2007 només se'n van exportar 700 sacs. Tot i així, la seua Coffea robusta és de bona qualitat.[50]

- Guinea. Abans superava els cents mil sacs de la varietat robusta de molt bona qualitat, però a causa de la seua actual situació política no se'n troba amb facilitat als mercats internacionals. La seua minsa producció s'exporta als mercats francès i italià.[51]

- Kenya. N'hi destaca la Coffea arabica d'excel·lent qualitat, d'aroma molt intens, cos equilibrat, acidesa molt pronunciada i gust afruitat. Els conreus s'hi situen entre els 1.500 i 2.100 metres d'altitud i els controls de producció, selecció i el sistema d'elaboració -el beneficiado- són molt estrictes. És un dels països més avançats, tecnològicament parlant, ja que se n'hi han creat noves varietats com la Riuru 11, menys costosa i més resistent però, això sí, de grans d'una qualitat inferior però amb tècniques de conreu, recollida i selecció molt avançades. Cal destacar-hi l'existència de les subhastes de cafè: durant molts anys fou la Coffee Board of Kenya la responsable oficial de les subhastes, tot i que avui només es dedica a regular el sector, ja que les subhastes que s'hi fan ara són en mans del sector privat. Supera de llarg el milió de sacs.[52][53]

- Madagascar. Principalment, s'hi conreen les varietats robusta i arabica. No n'hi ha regulació en el sector, fet que va en detriment de la quantitat i la qualitat del producte. En té una producció, si fa no fa, del milió de sacs que exporta a Sud-àfrica, Líbia, els Estats Units, Luxemburg, França i Bèlgica.[54]

- Malawi. Se n'hi produeix més de cent mil sacs de Coffea arabica de molt bona qualitat en petites parcel·les de terreny que s'exporten a Suïssa, els Països Baixos, els Estats Units i el Japó.[55]

- Nigèria. Compta amb una producció que supera els vint-i-cinc mil sacs de Coffea robusta.[56]

- Ruanda. En produeix més de cinc-cents mil sacs (principalment de Coffea arabica), representa el 75% dels ingressos de les exportacions i la majoria dels productors són petits agricultors.[57][58][59]

- Sierra Leone. Se n'hi conrea de la varietat Coffea robusta de qualitat a les províncies meridionals i orientals, però la producció és reduïda per la seua inestabilitat política. La producció s'atansava, temps enrere, als cent mil sacs.[60]

- Tanzània. El cafè que més s'hi produeix és la varietat robusta, tot i que cada cop més té més importància la varietat arabica. Una de les seues millors varietats (amb molt cos i de fragància intensa) és la Chagga, la qual es conrea a la falda del Kilimanjaro. La seua producció total s'apropa al milió de sacs i s'exporta a Alemanya, el Japó, Itàlia, Bèlgica i França.[61][62]

- Togo. És productor de cafès de la varietat robusta que són emprats per a fer cafès instantanis o barreges de cafès expressos.[63]

- Uganda. El 95% de la collita anyal de cafè és de la varietat robusta (aquesta varietat es va originar en aquest país), la qual cosa suposa una mitjana de dos milions i mig de sacs de bona qualitat que s'exporten a Europa (principalment al mercat alemany). També la varietat arabica (processada pel sistema lavado) és de bona qualitat. Les dues varietats es produeixen a Bugisu, a la frontera amb Kenya i a les muntanyes occidentals d'El Wugar.[64][65][66]

- Zàmbia. Produeix al voltant dels quinze mil sacs de Coffea arabica. Els conreus se situen a les províncies de Nakonde, Isoka i a la capital, Lusaka. En general, produeix bons cafès per combinar-los i admeten un torrat elevat per a l'exprés.[67][68]

- Zimbàbue. L'altitud d'aquest país li permet conrear cafè arabica de molt bona tassa, qualitat, acidesa i aroma. Els cafetars es concentren a les regions muntanyenques de Chimanimani, Chipinga i Inyanga, totes elles frontereres amb Moçambic.[69][70][71]

### Sud-est asiàtic i Oceania
- Austràlia. És un país de producció cafetera recent i reduïda que elabora un cafè molt suau i intens en aroma per al seu mercat intern, tot i que n'exporta una petita quantitat al Japó. Les regions productores són els estats de Queensland i Nova Gal·les del Sud. Atès que els conreus són situats a una altitud no gaire elevada, el cafè resultant no és amarg i té un toc d'avellana i xocolata.[72]

- - Xina. És un país on no és gaire freqüent el consum de cafè. Tot i això, a la regió de Yunnan se'n produeix de la varietat arabica.[73][74]

- Hawaii (Estats Units). Fou Samuel Ruggles, un missioner, qui va introduir-hi l'arbust del cafè l'any 1899. Les favorables condicions climàtiques van afavorir que la producció augmentés de forma molt ràpida fins que la supressió dels aranzels del sucre va relegar el conreu del cafè a una posició secundària. La zona de Kona és la que produeix la major part de la collita de Coffea arabica i es comercialitza en barril de roure de 14 kg i sota el nom Hawaii Kona Konakai Kealakekua.[75][76][77]

- Índia. Produeix més de dos milions i mig de sacs de cafè, essent-ne la major part Coffea robusta. Els cafetars se situen als estats del sud: Karnataka, Kerala i Tamil Nadu.[78][79]

- Indonèsia. N'és un gran productor, principalment de robusta. Moltes collites superen els sis milions i mig de sacs. Pel que fa a les denominacions, n'hi ha l'Old Government, l'Old Brown i l'Old Java (la millor). Desglossant per illes, Sumatra és la que n'hi produeix la major part dins de la gamma de cafès amb matisos de xocolata i amb molt de cos.[80] Pel que fa a Java.,[81] aquesta va ésser una de les primeres illes del país on s'introduí el cafè. La Java arabica és la més coneguda. Sulawesi produeix cafè arabica elaborat amb el sistema de beneficiado sec[82] També s'hi conrea arabica a Bali,[83] l'illa de Timor[84] i Flores.

- Papua Nova Guinea. S'hi conrea la varietat arabica per damunt dels 1.300 metres d'altitud i la producció se situa al voltant d'un milió de sacs que s'exporten als mercats d'Alemanya, Austràlia, el Japó, els Estats Units i la Gran Bretanya. Els cafès d'aquest país es coneixen com a Arona, Okapa, Valley, Gumanch, Tremearne i Sigri.[87][88]

- Filipines. Els seus cafès són coneguts per seua força i la poca acidesa. En produeix al voltant dels 750.000 sacs que són exportats al Japó, Singapur, Alemanya, els Països Baixos, Malàisia, els Emirats Àrabs Units, el Pakistan, Oman i els Estats Units.[89]

- Sri Lanka. Antigament produïa una collita d'uns setanta mil sacs de Coffea arabica força apreciada però una plaga agrícola va destruir els cafetars totalment, la qual cosa suposà substituir-los per plantacions de te.[90]

- Tailàndia. En produeix més de vuit-cents mil sacs de la varietat robusta. També s'hi conrea arabica al nord del país però en quantitats insignificants.[91]

- Vietnam. Aquest país es disputa el segon lloc en producció mundial de cafè juntament amb Colòmbia, tot i que n'és el primer productor pel que fa a la Coffea robusta. Les àrees cafeteres són Dac Lac, Dong Nai i Lam Dong a les terres centrals altes. Després de la guerra contra els Estats Units i de la desaparició de la Unió Soviètica, començà una gran escalada de producció de cafè que arribà al voltant dels dotze milions de sacs exportats l'any 2000.[92]